# Квартет имени Глиэра
Квартет имени Глиэра — советский струнный квартет, выступавший в 1924—1949 гг. Носил имя композитора Рейнгольда Глиэра (всё это время благополучно здравствовавшего).
У истоков квартета стояли скрипачи братья Таргонские, первым альтистом в его составе был Михаил Терьян (уже в конце 1924 года перешедший в другой коллектив, впоследствии известный как Квартет имени Комитаса). С 1927 года партию первой скрипки исполнял Семён Калиновский.